# Rimasco
Rimasco är en ort och frazione i kommunen Alto Sermenza i provinsen Vercelli i regionen Piemonte, Italien. Rimasco var före den 1 januari 2018 en egen kommun, men slogs då samman med Rima San Giuseppe för att bilda kommunen Alto Sermenza. Kommunen hade före sammanslagningen 101 invånare.